# Чемпионат Украинской ССР по футболу 1935 (общество «Динамо»)
В 15-м розыгрыше первенства Украинской ССР (общество «Динамо») — официальное название Першість Всеукраїнського ПСТ «Динамо» , который проводился с 24 сентября по 25 октября 1935 года, приняли участие 5 сильнейших динамовских команд.
Чемпионом стало киевское «Динамо».

## Ход турнира
Динамовцы Днепропетровска были включены в число участников после победы в отборочном матче над винницким «Динамо». Всего участниками стали 5 команд:
- «Динамо» Киев
- «Динамо» Днепропетровск
- «Динамо» Харьков
- «Динамо» Одесса
- «Динамо» Сталино

Турнир проводился в один круг с разъездами на поле одной из команд; по результатам две сильнейшие команды играли дополнительный финальный матч.

### Матчи
| «Динамо» Киев                                                          | 4:1 | «Динамо» Сталино   |
| ---------------------------------------------------------------------- | --- | ------------------ |
| - Махиня 25′ 42′ - Комаров 27′ - 2Т-3:0'(пен.) Махиня - Кузьменко 4:1′ |     | - 44'(пен.) - 3:1′ |

| «Динамо» Киев: Идзковский - Правоверов, Клименко - Тютчев, Кузьменко , Путистин - Гончаренко, Комаров, Коротких, Махиня, Лучко (тренер - М.Товаровский) «Динамо» Сталино: Раздорожнюк - ...(тренер - М.Навольнев) |

| «Динамо» Харьков                | 2:1 | «Динамо» Днепропетровск |
| ------------------------------- | --- | ----------------------- |
| - Привалов 23′ - Шпаковский 65′ |     | - 14′ Корнилов          |

| «Динамо» Харьков: Москвин - Кириллов, М.Федорков - Моисеев, В.Фомин, Привалов - Мисевра, Шпаковский , Якубович, Паровышников, Сметанкин (на замену Шварц) (представитель - С.Романенко) «Динамо» Днепропетровск: Гутарев - Чижов, Алексопольский - М.Старостин, Б.Андреев, Гребер - Бородин, Наумов, Лайко , Поляков, Корнилов (тренер - А.Сердюков) |

| «Динамо» Одесса  | 1:0 | «Динамо» Сталино |
| ---------------- | --- | ---------------- |
| - Калашников 70′ |     |                  |

| «Динамо» Одесса: ... Калашников ... (тренер - А.Коген) «Динамо» Сталино: ... Козлов, Ф.Манов, С.Манов, В.Манов, Б.Терентьев (тренер - М.Навольнев) |

| «Динамо» Днепропетровск       | 3:1 | «Динамо» Сталино |
| ----------------------------- | --- | ---------------- |
| - Лайко 8′ - Корнилов 89′ 90′ |     | - 34′ Балаба     |

| «Динамо» Днепропетровск: ... Лайко , Корнилов (тренер - А.Сердюков) «Динамо» Сталино: ... Бойченко, Тяжлов, Шкуров, Балаба, Б.Терентьев (тренер - М.Навольнев) |

| «Динамо» Днепропетровск | 0:0 (71') | «Динамо» Киев       |
| ----------------------- | --------- | ------------------- |
|                         |           | - Кузьменко 2Т(пен) |

| «Динамо» Днепропетровск: Маховский - ... Б.Андреев, Наумов, Л.Кривошеев, Корнилов (тренер - А.Сердюков) · «Динамо» Киев: Поталов - Правоверов, Клименко - ... Кузьменко , Путистин - ... Комаров 71' ... (тренер - М.Товаровский) |

| «Динамо» Киев                                       | 3:0 (84') | «Динамо» Харьков         |
| --------------------------------------------------- | --------- | ------------------------ |
| - Коротких 43′ - Кузьменко 64′ (пен.) - Махиня 3:0′ |           | - Паровышников 2Т'(пен.) |

| «Динамо» Киев: Идзковский - Правоверов, Клименко - Тютчев, Кузьменко , Путистин - Гончаренко, Комаров, Ф.Кузьменко, Коротких, Махиня (тренер - М.Товаровский) · «Динамо» Харьков: А.Федорков - Кириллов 2Т', М.Федорков - Н.Фомин 1Т', В.Фомин, Привалов 45' - Якубович 84', Ф.Федорков, Шпаковский , Паровышников, Куликов (представитель - С.Романенко) |

| «Динамо» Одесса | 1:1 | «Динамо» Днепропетровск |
| --------------- | --- | ----------------------- |
| - Лившиц 86′    |     | - 14′ Лайко             |

| «Динамо» Одесса: Трусевич - Кравченко, Хейсон, Калашников - Гичкин, Лившиц, Сосицкий ... (тренер - А.Коген) · «Динамо» Днепропетровск: Маховский - ... М.Старостин, Б.Андреев, Гребер - Бородин, Наумов, Лайко , Корнилов ?' ... (тренер - А.Сердюков) |

| «Динамо» Днепропетровск | 2:1 | «Динамо» Киев          |
| ----------------------- | --- | ---------------------- |
| - Корнилов 11′ 24′      |     | - 58′ (пен.) Кузьменко |

| «Динамо» Днепропетровск: Маховский - Чижов, Алексопольский - М.Старостин, Б.Андреев, Гребер - Бородин, Белый, Лайко , В.Кривошеев, Корнилов (тренер - А.Сердюков) «Динамо» Киев: Идзковский - Правоверов, Клименко - Тютчев, Кузьменко , Путистин - Гончаренко, Комаров, Ф.Кузьменко, Коротких, Махиня (тренер - М.Товаровский) |

| «Динамо» Харьков | 0:0 | «Динамо» Одесса |
| ---------------- | --- | --------------- |
|                  |     |                 |

| «Динамо» Харьков: А.Федорков - Кириллов, М.Федорков - Мисевра, Харламов, Привалов - Ф.Федорков, В.Фомин, Шпаковский Паровышников, Куликов (представитель - С.Романенко) «Динамо» Одесса: Трусевич - Волин, Кусинский - Кравченко, Хейсон, Табачковский - Калашников, Гичкин, Лившиц, Малхасов, Рябцев (тренер - А.Коген) |

| «Динамо» Харьков | 1:0 | «Динамо» Сталино |
| ---------------- | --- | ---------------- |
| - Шпаковский 18′ |     |                  |

| «Динамо» Харьков: А.Федорков - Кириллов, М.Федорков - Мисевра, Харламов, Привалов - Ф.Федорков, В.Фомин, Шпаковский , В.Иванов, Куликов (представитель - С.Романенко) «Динамо» Сталино: Раздорожнюк - М.Закуцкий, Бойченко - Константиновский, Крынин, Сычёв - Балаба, И.Закуцкий, Яковлев, М.Пащенко, Гречановский (тренер - М.Навольнев) |

| «Динамо» Киев                                                 | 6:2 | «Динамо» Одесса                                         |
| ------------------------------------------------------------- | --- | ------------------------------------------------------- |
| - Кузьменко 4′ 72′ (пен.) - Коротких 9′ 47′ 82′ - Махиня 6:2′ |     | - 11′ Малхасов - 13′ Орехов - Кусинский 1Т' - 2:2(пен.) |

| «Динамо» Киев: Идзковский - Правоверов, Клименко - Тютчев, Кузьменко , Путистин - Гончаренко, Комаров, Ф.Кузьменко, Коротких, Махиня (тренер - М.Товаровский) «Динамо» Одесса: Трусевич - Волин, Кусинский - Кравченко, Лившиц, Табачковский - Калашников, Малхасов, Хейсон, Орехов, Сосицкий (тренер - А.Коген) |

### Итоговая турнирная таблица
| № | Команды                 | 1   | 2   | 3   | 4   | 5   | И | В | Н | П | М      | О  |
| - | ----------------------- | --- | --- | --- | --- | --- | - | - | - | - | ------ | -- |
|   | «Динамо» Киев           |     | 1:2 | 3:0 | 6:2 | 4:1 | 4 | 3 | 0 | 1 | 14 — 5 | 10 |
|   | «Динамо» Днепропетровск | 2:1 |     | 1:2 | 1:1 | 3:1 | 4 | 2 | 1 | 1 | 7 — 5  | 9  |
|   | «Динамо» Харьков        | 0:3 | 2:1 |     | 0:0 | 1:0 | 4 | 2 | 1 | 1 | 3 — 4  | 9  |
| 4 | «Динамо» Одесса         | 2:6 | 1:1 | 0:0 |     | 1:0 | 4 | 1 | 2 | 1 | 4 — 7  | 8  |
| 5 | «Динамо» Сталино        | 1:4 | 1:3 | 0:1 | 0:1 |     | 4 | 0 | 0 | 4 | 2 — 9  | 4  |

Победа — 3 очка, ничья — 2, поражение — 1, неявка — 0

### Финал
| «Динамо» Киев                   | 3:1 | «Динамо» Днепропетровск |
| ------------------------------- | --- | ----------------------- |
| - Махиня 1′ - Кузьменко 55′ 66′ |     | - 22′ Лайко             |

| «Динамо» Киев: Идзковский (76' Поталов) - Правоверов, Клименко - Тютчев, Кузьменко , Путистин - Гончаренко, Комаров, Ф.Кузьменко, Коротких, Махиня (89' Лучко) (тренер - М.Товаровский) «Динамо» Днепропетровск: Маховский - Чижов, Алексопольский - М.Старостин, Б.Андреев, Гребер - Бородин, Белый, Лайко , В.Кривошеев (32' Наумов), Корнилов ( 54' Л.Кривошеев) (тренер - А.Сердюков) |